# 丘亨卡
48°55′10″N 39°39′31″E / 48.91944°N 39.65861°E
丘亨卡（烏克蘭語：Чугинка）是位於烏克蘭東部的村莊，由盧甘斯克州夏斯季耶区的希羅基市鎮負責管轄。該村始建於1720年，面積3.81平方公里，2001年人口1,128，人口密度每平方公里296.1人。